# Alaskavide
Alaskavide (Salix alaxensis) är en videväxtart som först beskrevs av Anderss., och fick sitt nu gällande namn av Frederick Vernon Coville. Enligt Catalogue of Life ingår Alaskavide i släktet viden och familjen videväxter, men enligt Dyntaxa är tillhörigheten istället släktet viden och familjen videväxter. Arten har ej påträffats i Sverige. Utöver nominatformen finns också underarten S. a. longistylis.

## Bildgalleri

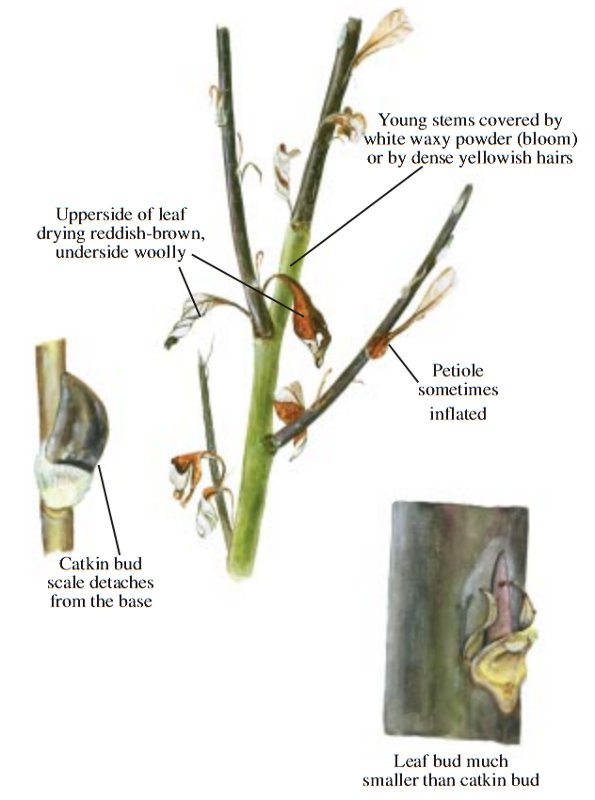
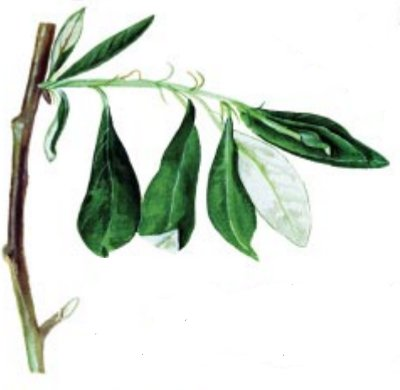